# Supercupa Austriei
Supercupa Austriei a fost o competiție de fotbal anuală din Austria, ce consta dintr-un meci între campioana țării și câștigătoarea cupei. Turneul s-a ținut din 1986 până în 2004, după care s-a desființat.

## Câștigătoarele Supercupei Austriei
- 1986: SK Rapid Wien (finala vs. FK Austria Wien 3-1)
- 1987: SK Rapid Wien (finala vs. FC Swarovski Tirol 2-1)
- 1988: SK Rapid Wien (finala vs. Kremser SC 1-1 prelungiri, 3-1 după loviturile de departajare)
- 1989: VfB Admira Wacker Mödling (finala vs. FC Swarovski Tirol 1-1 prelungiri, 3-0 după loviturile de departajare)
- 1990: FK Austria Wien (finala vs. FC Swarovski Tirol 5-1)
- 1991: FK Austria Wien (finala vs. SV Stockerau 3-0)
- 1992: FK Austria Wien (finala vs. VfB Admira Wacker Mödling 1-1 prelungiri, 5-4 după loviturile de departajare)
- 1993: FK Austria Wien (finala vs. FC Tirol Innsbruck 1-1 prelungiri, 3-1 după loviturile de departajare)
- 1994: SV Austria Salzburg (finala vs. FK Austria Wien 2-1)
- 1995: SV Austria Salzburg (finala vs. SK Rapid Wien 2-1)
- 1996: SK Sturm Graz (finala vs. SK Rapid Wien 1-0)
- 1997: SV Austria Salzburg (finala vs. SK Sturm Graz 1-0)
- 1998: SK Sturm Graz (finala vs. SV Ried 4-0)
- 1999: SK Sturm Graz (finala vs. LASK Linz 1-1 prelungiri, 5-4 după loviturile de departajare)
- 2000: Grazer AK (finala vs. FC Tirol Innsbruck 2-0)
- 2001: FC Kärnten (finala vs. FC Tirol Innsbruck 0-0 prelungiri, 10-9 după loviturile de departajare)
- 2002: Grazer AK (finala vs. SK Sturm Graz 3-0)
- 2003: FK Austria Wien (finala vs. FC Kärnten 2-1)
- 2004: FK Austria Wien (finala vs. Grazer AK 1-1 prelungiri, 4-2 după loviturile de departajare)
- 2005: Anulat
- 2006: Team Bundesliga vs. Team Erste Liga (3-3, All-Star Game, no winner)
- 2007: Nu s-a ținut
- 2008: SK Rapid Wien (finala vs. SV Horn 7-1, unofficial edition)
- 2009: Nu s-a ținut
- 2010: Nu s-a ținut

### Performanțe după club
| Club                                    | Trofee | Finalistă | Anii câștigători                   | Anii pierdanți                     |
| --------------------------------------- | ------ | --------- | ---------------------------------- | ---------------------------------- |
| FK Austria Wien                         | 6      | 2         | 1990, 1991, 1992, 1994, 2003, 2004 | 1986, 1994                         |
| SK Rapid Wien                           | 4      | 1         | 1986, 1987, 1988, 2008             | 1995, 1996                         |
| SK Sturm Graz                           | 3      | 2         | 1996, 1998, 1999                   | 1997, 2002                         |
| SV Austria Salzburg                     | 3      | 0         | 1994, 1995, 1997                   | –                                  |
| Grazer AK                               | 2      | 1         | 2000, 2002                         | 2004                               |
| VfB Admira Wacker Mödling               | 1      | 1         | 1989                               | 1992                               |
| FC Kärnten                              | 1      | 1         | 2001                               | 2003                               |
| FC Swarovski Tirol / FC Tirol Innsbruck | 0*     | 6         | –                                  | 1987, 1989, 1990, 1993, 2000, 2001 |
| Kremser SC                              | 0      | 1         | –                                  | 1988                               |
| SV Stockerau                            | 0      | 1         | –                                  | 1991                               |
| SV Ried                                 | 0      | 1         | –                                  | 1998                               |
| LASK Linz                               | 0      | 1         | –                                  | 1999                               |
| SV Horn                                 | 0      | 1         | –                                  | 2008                               |

- continuare palmares.

## Vezi și
- Bundesliga (Austria)
- Cupa Austriei

## Legături externe
- Supercupa Austriei pe RSSSF